# Fédération jamaïcaine d'athlétisme
La Fédération jamaïcaine d'athlétisme (en anglais, Jamaica Athletics Administrative Association, JAAA) est une fédération sportive dont l'objet est de promouvoir la pratique de l'athlétisme et d'en coordonner les activités amatoriales et de compétition en Jamaïque. Basée à Kingston, son président est Garth Gayle. La JAAA est membre active de la North American, Central American and Caribbean Athletic Association (NACAC), confédération continentale d'Amérique du Nord, d'Amérique centrale et des Caraïbes.

## Conseil exécutif
- Président : Warren Blake
- Vice-présidents :  Grace Jackson, Donald Quarrie, Vilma Charlton, Winston Dawes
- Trésorier : Ludlow Watts
- Secrétaire général : Garth Gayle